# 18877 Stevendodds
18877 Stevendodds este un asteroid din centura principală de asteroizi.

## Descriere
18877 Stevendodds este un asteroid din centura principală de asteroizi. A fost descoperit pe 4 decembrie 1999 la Fountain Hills (Arizona) de Charles W. Juels. Asteroidul prezintă o orbită caracterizată de o semiaxă mare de 2,56 ua, o excentricitate de 0,25 și o înclinație de 8,0° în raport cu ecliptica.